# Fridträsk
Fridträsk är en sjö i Gotlands kommun i Gotland och ingår i Snoderåns huvudavrinningsområde. Sjön är 11,9 meter djup, har en yta på 0,0883 kvadratkilometer och är belägen 45,1 meter över havet. Vid provfiske har bland annat abborre, gädda, mört och sarv fångats i sjön.

## Delavrinningsområde
Fridträsk ingår i det delavrinningsområde (634987-165364) som SMHI kallar för Nedlagd mätstation. Avrinningsområdets medelhöjd är 37 meter över havet och ytan är 66,78 kvadratkilometer. Det finns inga delavrinningsområden uppströms utan avrinningsområdet är högsta punkten. Delavrinningsområdets utflöde Snoderån (Storkanalen) mynnar i havet. Delavrinningsområdet består mestadels av skog (38 procent), öppen mark (11 procent) och jordbruk (48 procent). Avrinningsområdet har 0,19 kvadratkilometer vattenytor vilket ger avrinningsområdet en sjöprocent på 0,3 procent. Bebyggelsen i området täcker en yta av 0,87 kvadratkilometer eller 1 procent av avrinningsområdet.

## Fisk
Vid provfiske har följande fisk fångats i sjön:
- Abborre
- Gädda
- Mört
- Sarv
- Sutare